# カレル・シェイナ
カレル・シェイナ（Karel Šejna, 1896年11月1日 - 1982年12月17日）は、チェコのコントラバス奏者、指揮者である。ながくチェコ・フィルハーモニー管弦楽団の副指揮者をつとめた。

## 生涯
プラハ音楽院の学生時代、チェコ・フィルハーモニー管弦楽団（以下、チェコpoと略記）に加入、1921年に同楽団の首席コントラバス奏者に指名され、その後すぐ1922年7月25日、プラハの「Žofín Palace」での演奏会で指揮台にも立った。
当時のチェコpoの首席指揮者ヴァーツラフ・ターリヒの勧めで指揮活動を始める。シェイナを信頼してさらに困難な仕事を任せるようになったターリヒは、チェコスロヴァキア鉄道労働者交響楽団 (Czechoslovak Railway Workers Symphony Orchestra) の指揮者の地位に彼を推薦した。1925年から1936年までそのアマチュア楽団の指揮者として過ごすとともに、1926年から1938年まではフラホル合唱団 (Hlahol Choir) の合唱指揮者としても活動した。
1938年からはチェコpoの副指揮者として活動し、数百回の公演で指揮棒を振った。彼が1965年に退団するまで、同楽団の首席指揮者はターリヒ、クーベリック、アンチェルへと変わっていった。その間、1948年に首席指揮者を務めていたクーベリックがイギリスへ亡命し、一時チェコpoの首席指揮者の後任が空白だった時期には、シェイナが首席指揮者に指名されていたことがある。
1960年に功労芸術家の称号を得る。1972年2月11日、チェコpoとの最後の公演での演目は、マーラーの交響曲第4番だった。1982年にプラハで死去。

## 活動
シェイナはとりわけロマン派音楽をレパートリーにしており、また20世紀の音楽にもそのレパートリーは及んでいた。ヤナーチェク のグラゴル・ミサのプラハ初演を指揮したのはシェイナである。
シェイナは、ベルリオーズ、フランク、R・シュトラウス、そしてとりわけマーラーの音楽の解釈者として高名であった。
シェイナは70を超える録音を残しており、スメタナのほぼ全ての作品を録音した唯一の指揮者である。また、フィビフの全交響曲、ドヴォルザークの一部の作品を録音している。
1959年に録音されたスラヴ舞曲は、1977年、パリで Cithare d´argent - Grand Prix de  l´Association Française を受賞した。